# Raymond Bourque
Pour les articles homonymes, voir Bourque.
Temple de la renommée : 2004
Raymond Jean Bourque, dit Ray Bourque (né le 28 décembre 1960 à Montréal, dans la province de Québec au Canada), est un joueur professionnel canadien de hockey sur glace. 
Il est un membre du Temple de la renommée du hockey et détient actuellement les records pour le plus de buts, passes et points par un défenseur dans la Ligue nationale de hockey.

## Carrière de joueur

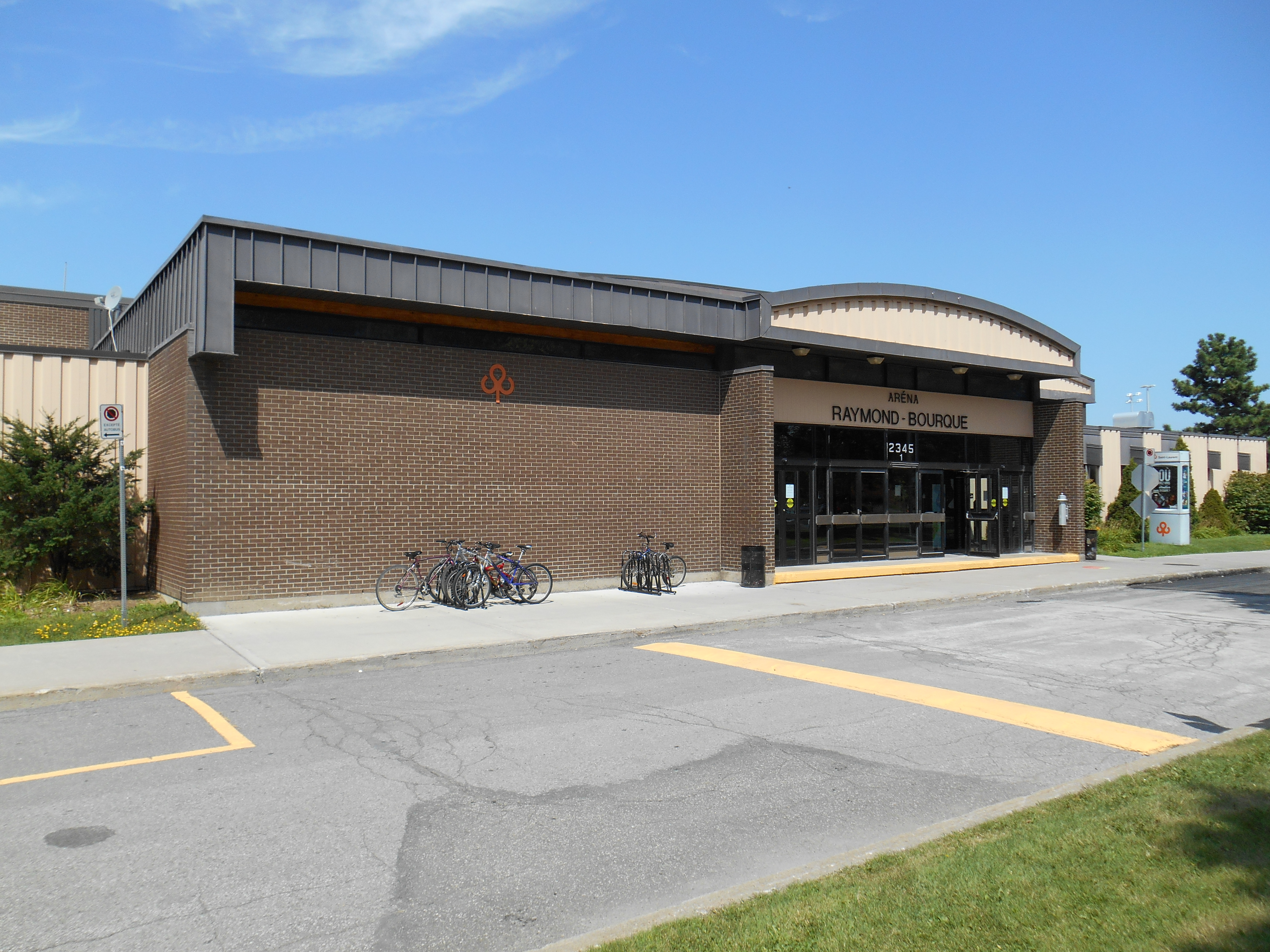
L'aréna Raymond-Bourque est situé sur le boulevard Thimens dans l'arrondissement Saint-Laurent à Montréal.

Lors de son parcours junior, il est nommé dans la première équipe d'étoiles de la Ligue de hockey junior majeur du Québec en 1978 et 1979.  Il termine son passage chez les juniors avec les Éperviers de Verdun.
Raymond Bourque accède à la LNH au cours du repêchage d'entrée dans la LNH 1979 après avoir été choisi au 8e rang par les Bruins de Boston. Il prouve dès la première année qu'il est l'un des meilleurs défenseurs de la ligue en gagnant le trophée Calder remis à la meilleure recrue de l'année en 1979-1980, et est nommé dans la première équipe d'étoiles. Il obtient 65 points lors de sa première saison, alors un record pour un défenseur recrue.
Raymond Bourque passe presque toute sa carrière avec les Bruins de Boston, 21 saisons (1979-2000). Durant ce temps, il fut choisi 18 fois au Match des étoiles de la Ligue nationale de hockey, il remporte le trophée James-Norris remis au meilleur défenseur à cinq reprises.  Il est capitaine des Bruins de 1988 à 2000. En 1998, il représente le Canada aux Jeux olympiques d'hiver de 1998 à Nagano, Japon.
En 2000, Bourque demande à être échangé pour se permettre de gagner la Coupe Stanley. Les Bruins de Boston, fiers des services qu'il a rendus à l'équipe, acceptent sa demande et l'échangent à l'Avalanche du Colorado.
Raymond Bourque ne joue que 128 parties avec l'Avalanche du Colorado. Il est devenu un leader dans le vestiaire. Enfin, après 22 saisons dans la ligue, il gagne la Coupe Stanley en  2001. Il prend sa retraite à la fin de cette même saison.
En carrière, il a amassé en saison régulière 410 buts et 1 169 passes pour 1 579 points. 

### Honneurs
À sa première année d'admissibilité, il fait son entrée en 2004 au Temple de la renommée du hockey.  Un aréna porte son nom à Saint-Laurent (Montréal). Le numéro qu'il a porté, le 77 (après que le numéro 7 qu'il portait jusqu'en 1987 fut retiré par les Bruins pour honorer Phil Esposito) fut retiré à la fois par les Bruins de Boston et par l'Avalanche du Colorado.

## Parenté dans le sport
Son fils Christopher a également joué dans la LNH avec les Capitals de Washington, les Penguins de Pittsburgh et la même équipe que son père, les Bruins de Boston. 
Ryan, son autre fils, a été capitaine de l'équipe des États-Unis en 2008-2009.

## Statistiques

### En club
| Saison     | Équipe                | Ligue      |       | Saison régulière | Saison régulière | Saison régulière | Saison régulière | Saison régulière |    | Séries éliminatoires | Séries éliminatoires | Séries éliminatoires | Séries éliminatoires | Séries éliminatoires |
| Saison     | Équipe                | Ligue      | PJ    | B                | A                | Pts              | Pun              | PJ               | B  | A                    | Pts                  | Pun                  |                      |                      |
| 1976-1977  | Éperviers de Sorel    | LHJMQ      | 69    | 12               | 36               | 48               | 61               | -                | -  | -                    | -                    | -                    |                      |                      |
| 1977-1978  | Éperviers de Verdun   | LHJMQ      | 72    | 22               | 57               | 79               | 90               | 4                | 2  | 1                    | 3                    | 0                    |                      |                      |
| 1978-1979  | Éperviers de Verdun   | LHJMQ      | 63    | 22               | 71               | 93               | 44               | 11               | 3  | 16                   | 19                   | 18                   |                      |                      |
| 1979-1980  | Bruins de Boston      | LNH        | 80    | 17               | 48               | 65               | 73               | 10               | 2  | 9                    | 11                   | 27                   |                      |                      |
| 1980-1981  | Bruins de Boston      | LNH        | 67    | 27               | 29               | 56               | 96               | 3                | 0  | 1                    | 1                    | 2                    |                      |                      |
| 1981-1982  | Bruins de Boston      | LNH        | 65    | 17               | 49               | 66               | 51               | 9                | 1  | 5                    | 6                    | 16                   |                      |                      |
| 1982-1983  | Bruins de Boston      | LNH        | 65    | 22               | 51               | 73               | 20               | 17               | 8  | 15                   | 23                   | 10                   |                      |                      |
| 1983-1984  | Bruins de Boston      | LNH        | 78    | 31               | 65               | 96               | 57               | 3                | 0  | 2                    | 2                    | 0                    |                      |                      |
| 1984-1985  | Bruins de Boston      | LNH        | 73    | 20               | 66               | 86               | 53               | 5                | 0  | 3                    | 3                    | 4                    |                      |                      |
| 1985-1986  | Bruins de Boston      | LNH        | 74    | 19               | 58               | 77               | 68               | 3                | 0  | 0                    | 0                    | 0                    |                      |                      |
| 1986-1987  | Bruins de Boston      | LNH        | 78    | 23               | 72               | 95               | 36               | 4                | 1  | 2                    | 3                    | 0                    |                      |                      |
| 1987-1988  | Bruins de Boston      | LNH        | 78    | 17               | 64               | 81               | 72               | 23               | 3  | 18                   | 21                   | 26                   |                      |                      |
| 1988-1989  | Bruins de Boston      | LNH        | 60    | 18               | 43               | 61               | 52               | 10               | 0  | 4                    | 4                    | 6                    |                      |                      |
| 1989-1990  | Bruins de Boston      | LNH        | 76    | 19               | 65               | 84               | 50               | 17               | 5  | 12                   | 17                   | 16                   |                      |                      |
| 1990-1991  | Bruins de Boston      | LNH        | 76    | 21               | 73               | 94               | 75               | 19               | 7  | 18                   | 25                   | 12                   |                      |                      |
| 1991-1992  | Bruins de Boston      | LNH        | 80    | 21               | 60               | 81               | 56               | 12               | 3  | 6                    | 9                    | 12                   |                      |                      |
| 1992-1993  | Bruins de Boston      | LNH        | 78    | 19               | 63               | 82               | 40               | 4                | 1  | 0                    | 1                    | 2                    |                      |                      |
| 1993-1994  | Bruins de Boston      | LNH        | 72    | 20               | 71               | 91               | 58               | 13               | 2  | 8                    | 10                   | 0                    |                      |                      |
| 1994-1995  | Bruins de Boston      | LNH        | 46    | 12               | 31               | 43               | 20               | 5                | 0  | 3                    | 3                    | 0                    |                      |                      |
| 1995-1996  | Bruins de Boston      | LNH        | 82    | 20               | 62               | 82               | 58               | 5                | 1  | 6                    | 7                    | 2                    |                      |                      |
| 1996-1997  | Bruins de Boston      | LNH        | 62    | 19               | 31               | 50               | 18               | -                | -  | -                    | -                    | -                    |                      |                      |
| 1997-1998  | Bruins de Boston      | LNH        | 82    | 13               | 35               | 48               | 80               | 6                | 1  | 4                    | 5                    | 2                    |                      |                      |
| 1998-1999  | Bruins de Boston      | LNH        | 81    | 10               | 47               | 57               | 34               | 12               | 1  | 9                    | 10                   | 14                   |                      |                      |
| 1999-2000  | Bruins de Boston      | LNH        | 65    | 10               | 28               | 38               | 20               | -                | -  | -                    | -                    | -                    |                      |                      |
| 1999-2000  | Avalanche du Colorado | LNH        | 14    | 8                | 6                | 14               | 6                | 13               | 1  | 8                    | 9                    | 8                    |                      |                      |
| 2000-2001  | Avalanche du Colorado | LNH        | 80    | 7                | 52               | 59               | 48               | 21               | 4  | 6                    | 10                   | 12                   |                      |                      |
| Totaux LNH | Totaux LNH            | Totaux LNH | 1 612 | 410              | 1 169            | 1 579            | 1 141            | 214              | 41 | 139                  | 180                  | 171                  |                      |                      |

### En équipe nationale
| Année | Compétition     |   | PJ | B | A | Pts | Pun       |  | Résultat |
| 1981  | Coupe Canada    | 7 | 1  | 4 | 5 | 6   | Finaliste |  |          |
| 1984  | Coupe Canada    | 8 | 0  | 4 | 4 | 8   | Vainqueur |  |          |
| 1987  | Coupe Canada    | 9 | 2  | 6 | 8 | 10  | Vainqueur |  |          |
| 1998  | Jeux olympiques | 6 | 1  | 2 | 3 | 4   | 4e place  |  |          |

## Accomplissements
- Fait partie du tournoi Coupe Canada avec Équipe Canada, de 1981, 1984, 1987.
- 1983-1984 : devient le sixième défenseur dans l'histoire de la LNH à marquer 30 buts en une saison .
- 1988-1989 : devient le septième défenseur dans l'histoire de la LNH à marquer 200 buts en carrière.
- 1991-1992 :
  - devient le troisième défenseur dans l'histoire de la LNH à atteindre la marque des 1000 points ;
  - devient le meneur des défenseurs des Bruins de Boston avec le plus grand nombre de buts.
- 1992-1993 : 
  - devient le meneur des défenseurs des Bruins de Boston avec le plus grand nombre de passes ;
  - devient le deuxième défenseur dans l'histoire de la LNH à avoir atteint la marque des 800 passes.
- 1993-1994 : devient le troisième défenseur dans l'histoire de la LNH à atteindre la marque des 300 buts.
- 1994-1995 : devient le deuxième défenseur et septième joueur de l'histoire de la LNH à atteindtre la marque des 900 passes.
- 1996-1997 : devient le meneur des Bruins de Boston avec le plus grand nombre de points (1340).
- 1998-1999 : 
  - devient le troisième passeur de l'histoire de la LNH.
  - devient le joueur des Bruins de Boston ayant disputé le plus grand nombre de matchs (1437).
- 1999-2000 : 
  - devient le troisième joueur dans l'histoire de la LNH à atteindre 1100 passes.
  - joue sa 1500e partie dans la LNH le 19 janvier contre Atlanta et devient le cinquième joueur dans l'histoire de la LNH à atteindre cette marque.
- 2000-2001 : 
  - marque son 1528e point le 25 octobre contre Nashville et dépasse Paul Coffey dans les meneurs de tous les temps pour les défenseurs ;
  - marque sa 1137e passe le 21 décembre contre Los Angeles et dépasse Paul Coffey pour la deuxième place des joueurs de la LNH et le premier des défenseurs ;
  - choisi pour le Match des étoiles pour une 19e saison consécutive, dépasse Wayne Gretzky pour le record ;
  - joue sa 1600e partie le 11 mars contre Dallas, rejoint Larry Murphy et Gordie Howe qui sont les seuls joueurs à avoir atteint cette marque.
- 2017 : nommé parmi les 100 plus grands joueurs de la LNH à l'occasion du centenaire de la ligue[4]